# Nokia N800

Nokia N800 Internet Tablet are integrat Wi-Fi și conectivitate Bluetooth pentru accesarea paginilor Web și vine cu un browser remarcabil. Dispune de o cameră VGA integrată și un ecran tactil TFT de 4.1 inchi. Alte bunătăți includ suportul pentru VoIP, mesagerie instantă, un reader RSS, player media și sloturi de extensie duble.

## Design
Pe partea din față Nokia N800 are un ecran tactil TFT de 4.1 inci cu rezoluția de 800x480 pixeli și suportă 65.535 de culori. Ecranul se poate controla vârfurile degetelor sau stylus-ul inclus. 
Pe partea stângă a ecranului se găsește tastatura cu 4 direcții, un buton OK, buton Escape, butonul de meniu și o cheie de swap care vă permite să comutați între aplicații diferite. 
Pe partea stângă se găsește webcam-ul încorporat pentru apeluri video.
Partea dreaptă are stylus-ul, mufa de alimentare și mufa audio stereo de 3.5 mm.
Nokia N800 dispune de două sloturi de expansiune pe partea de jos a unității și una în spatele capacul bateriei.

## Multimedia
Camera foto este VGA și poate filma video cu rezoluția de 352 x 288 pixeli.
Nokia N800 poate reda fișierele audio AAC/AMR/MP2/MP3/RealAudio/WAV și WMA. Player-ul video Real Player recunoaște formatele video 3GP/AVI/H.263/MPEG1/MPEG4 și Real Video.
Vizualizatorul de imagini recunoaște formatele BMP/GIF/ICO/JPEG/PNG/TIFF și SVG (de dimensiuni mici).

## Conectivitate
Dispozitivul suportă criptările de securitate WEP, WPA 1 și WPA 2. Nokia a adăugat suport de rețea prin dial-up care permite utilizarea unui telefon cu Bluetooth ca modem 3G.
Clientul de e-mail suportă protocoalele POP3 și IMAP.
Nokia N800 are o ieșire TV prin portul HDMI.
Are Bluetooth 2.0 cu EDR și Wi-Fi 802.11 b/g. Se poate conecta cu PC-ul cu ajutorul portului USB 2.0. Browser-ul suportă HTML și Adobe Flash.

## Caracteristici
- Ecran tactil TFT de 4.1 inchi cu rezoluția de 480 x 800 pixeli
- Procesor TI OMAP 2420 tactat la 330 MHz
- Tastatură QWERTY
- Memorie internă 128 MB, 128 MB RAM și 256 MB ROM
- Camera VGA
- Wi-Fi 802.11 b/g
- Mufă audio de 3.5 mm
- Sistem de operare Internet Tablet OS 2007
- Bluetooth 2.0 cu EDR
- Suport micro-USB 2.0
- Ieșire HDMI
- 2 sloturi de memorie SD/MMC/miniSD/microSD
- Browser-ul suportă HTML și Adobe Flash